# Janne Åstrand
Johan (Janne) Axel Åstrand (i riksdagen kallad Åstrand i Graby), född 20 september 1828 i Sunds församling, Östergötlands län, död där 17 mars 1884, var en svensk godsägare och politiker.
Åstrand var ledamot av riksdagens andra kammare 1867–1875, invald i Kinda och Ydre domsagas valkrets i Östergötlands län. Han tillhörde Ministeriella partiet.